# يورغن راسموسن
يورغن راسموسن (14 يوليو 1945 راندرس الدنمارك - ) هو لاعب كرة قدم دانمركي يلعب كمدافع، شارك في الألعاب الأولمبية الصيفية 1972.

## وصلات خارجية
- يورغن راسموسن على موقع قاعدة بيانات كرة القدم.إي يو (الإنجليزية)
- يورغن راسموسن على موقع ناشيونال فوتبول تيمز (الإنجليزية)
- يورغن راسموسن على موقع أوليمبيديا (الإنجليزية)